# 洁实弥尔
洁实弥尔（1253年—1315年），元朝大臣，畏兀儿人，野薛涅的儿子。
洁实弥尔十八岁时，与兄长兀玉笃实赴大都，忽必烈命他至东宫侍奉太子真金。后任同知延庆司事，掌管东宫佛事。厚金不贪，善守机要，多次接受重任。真金去世，留在东宫事奉太子妃阔阔真。元成宗即位，擢升为嘉议大夫、资善大夫、同知宣政院事，兼领延庆使，约束甚严。后进升为荣禄大夫、宣政使，领延庆使。元武宗至大年间，以先朝旧臣，仍让他领延庆使。元仁宗延祐元年（1314年），朝议封其为国公，洁实弥尔固辞，于是升延庆司为正二品。次年去世，赠太师，追封齐国公，谥文忠。